# Казальсеруго
Казальсеруго, Казальсеруґо (італ. Casalserugo, вен. Casalserugo) — муніципалітет в Італії, у регіоні Венето, провінція Падуя.
Казальсеруго розташоване на відстані близько 390 км на північ від Рима, 36 км на захід від Венеції, 11 км на південь від Падуї.
Населення — 5437 осіб (2014).

## Демографія
Населення за роками:

Станом на 1 січня 2023 року в муніципалітеті офіційно проживали 282 іноземці з 24 країн, серед них 149 громадян країн Євросоюзу та 4 громадяни України.

## Сусідні муніципалітети
- Альбіньязего
- Боволента
- Картура
- Мазера-ді-Падова
- Польверара
- Понте-Сан-Ніколо